# أوزجه تورير
أوزجه تورير (من مواليد 16 أغسطس 1999)، ممثلة تركية، اشتهرت بأدائها شخصية (بالا خاتون) في المسلسل التلفزيوني التركي كورولوش عثمان (المؤسس عثمان)، والذي لعبت فيه دور البطولة إلى جانب براق أوزجوید.

## حياتها
ولدت أوزجه عام 1999 في إزمير، تركيا. عاشت في سلوري، تركيا، حتى أنهت دراستها الثانوية، التحقت بجامعة موغلا سيتكي كوكمان حيث فازت بجائزة عن دورها في عرض مسرحي. كما ظهرت سابقًا كمقدمة لبرنامج تلفزيوني صغير، فازت أوزجه بجائزتي "أفضل ممثلة لهذا العام" في عام 2021، إحداهما في حفل توزيع جوائز كريستال جلوب، عن دورها في (بالا خاتون).

## أعمالها
- 2019: المؤسس عثمان (رابعة بالا خاتون)(شخصية خيالية).